# Byttufelli
Byttufelli är en ås i Färöarna (Kungariket Danmark).   Den ligger i sýslan Norðoyar, i den norra delen av landet, 30 km norr om huvudstaden Tórshavn. Byttufelli ligger på ön Kalsoy.